# Aberu Mekuria Zennebe
Aberu Mekuria Zennebe (Etiòpia, 24 de desembre de 1983) és una atleta internacional de llarga distància etíop especialitzada en mitja marató i en la marató.
Va guanyar la Marató de València en desembre de 2017 amb un temps de 2:26:17.
Té com a marques personals, en mitja marató 1:13:12, on va fer cinquena a la Mattoni Usti nad Labem Half Marathon, a la República Txeca al setembre de 2016 i en la marató 2:24:35 assolit a la Marató de València en desembre de 2018, on va quedar en quarta posició.